# Sismo de Darfield de 2010
O Sismo de Darfield de 2010 (também chamado Sismo de Canterbury ou Sismo de Christchurch de 2010) foi um sismo com magnitude 7,1, que abalou a Ilha Sul da Nova Zelândia às 4h35 do dia 4 de Setembro de 2010, hora local, 16h35 UTC. Causou danos consideráveis e vários cortes de energia, sobretudo na cidade de Christchurch. Um residente faleceu de ataque cardíaco, e dois outros ficaram gravemente feridos. O epicentro situou-se 40 km a oeste de Christchurch, próximo da localidade de Darfield. O hipocentro situou-se a uns meros 10 km de profundidade. Foram relatadas várias réplicas fortes, com magnitudes de até 5,4. O tremor principal durou cerca de 40 segundos, e foi sentido em grande parte da Ilha Sul e na Ilha Norte foi sentido tão a norte como New Plymouth.
A Defesa Civil declarou o estado de emergência para Christchurh e distrito de Selwyn. Foi decretado o o recolher obrigatório em Christchurch entre as 7 da manhã de 4 de Setembro e as 7 da tarde de 5 de Setembro, tendo o Exército da Nova Zelândia sido também mobilizado para as áreas mais afetadas da região de Canterbury. Dado que o epicentro do sismo se situou longe da costa, não houve risco de ocorrência de tsunami.